# Thiếu hormone tăng trưởng
Thiếu hụt hormone tăng trưởng (GHD) là một tình trạng bệnh lý do không đủ hormone tăng trưởng (GH). Nói chung, triệu chứng dễ nhận thấy nhất là chiều cao thấp.
Ở trẻ sơ sinh có thể có lượng đường trong máu thấp hoặc dương vật siêu nhỏ. Ở người trưởng thành có thể bị giảm khối lượng cơ bắp, mức cholesterol cao hoặc mật độ xương kém.
GHD có thể là bẩm sinh hoặc mắc phải khi lớn hơn. Nguyên nhân có thể bao gồm di truyền, chấn thương, nhiễm trùng, khối u hoặc xạ trị. Các gen có thể liên quan gồm có hormone tăng trưởng số 1 (GH1), GHRHR hoặc Bruton tyrosine kinase (BTK). Trong số đó có một phần ba trường hợp không có nguyên nhân rõ ràng.
Cơ chế cơ bản thường liên quan đến các vấn đề thuộc tuyến yên. Một số trường hợp có liên quan đến việc thiếu hormone tuyến yên khác, trong trường hợp đó được gọi là thiếu hụt hormone tuyến yên kết hợp. Chẩn đoán liên quan đến xét nghiệm máu để đo nồng độ hormone tăng trưởng.
Điều trị bằng cách thay thế hormone tăng trưởng.. Tần suất của tình trạng này  chưa có kết luận rõ ràng. Phần lớn các trường hợp được phát hiện ban đầu ở trẻ em. Các dạng di truyền được ước tính ảnh hưởng đến khoảng 1/7.000 người. Hầu hết các dạng xảy ra ở cả nam và nữ mặc dù việc chẩn đoán mắc phải ở nam nhiều hơn.

## Dấu hiệu và triệu chứng

### Trẻ em
Thiếu hụt GH trước khi sinh nghiêm trọng, như xảy ra trong suy tuyến yên bẩm sinh, ít ảnh hưởng đến sự phát triển của thai nhi. Tuy nhiên, thiếu hụt trước khi sinh và bẩm sinh có thể làm giảm kích thước dương vật của nam giới, đặc biệt là khi các gonadotropin cũng bị thiếu. Bên cạnh micropenis ở nam giới, hậu quả bổ sung của thiếu hụt nghiêm trọng trong những ngày đầu tiên của cuộc đời có thể bao gồm hạ đường huyết và vàng da phóng đại (cả tăng bilirubin trực tiếp và gián tiếp).
Ngay cả thiếu hụt GH bẩm sinh thường không làm suy giảm sự phát triển chiều dài cho đến sau vài tháng đầu đời. Từ cuối năm đầu tiên cho đến giữa tuổi thiếu niên, tăng trưởng kém và/hoặc thấp là dấu hiệu thiếu hụt GH thời thơ ấu. Tăng trưởng không bị ảnh hưởng nghiêm trọng khi thiếu GH như trong suy giáp không được điều trị, nhưng tăng trưởng ở khoảng một nửa vận tốc thông thường theo tuổi là điển hình. Nó có xu hướng đi kèm với sự trưởng thành về thể chất bị trì hoãn để sự trưởng thành của xương và tuổi dậy thì có thể bị chậm trễ vài năm. Khi thiếu GH nghiêm trọng từ khi sinh ra và không bao giờ được điều trị, chiều cao của người trưởng thành có thể chỉ là 48-65   inch (122   cm).
Thiếu hụt GH nghiêm trọng trong thời thơ ấu cũng dẫn đến sự phát triển cơ bắp chậm hơn, do đó các cột mốc vận động thô như đứng, đi lại và nhảy có thể bị trì hoãn. Thành phần cơ thể (nghĩa là số lượng tương đối của xương, cơ và chất béo) bị ảnh hưởng ở nhiều trẻ em bị thiếu hụt nghiêm trọng, do đó, sự mũm mĩm nhẹ đến trung bình là phổ biến (mặc dù thiếu GH hiếm khi gây béo phì nghiêm trọng). Một số trẻ GH thiếu nghiêm trọng có dễ nhận biết, đặc điểm khuôn mặt hiền hậu đặc trưng bởi hàm trên hypoplasia và trán nổi bật (nói trông giống như một con búp bê Kewpie).
Các tác dụng phụ khác ở trẻ em bao gồm mọc tóc thưa thớt và suy thoái phía trước, và các chứng tóc xoắn vặn (pili torti) và tóc gãy dòn có hạt (trichorrhexis nodosa) đôi khi cũng xuất hiện. :501